# Schloss Filchendorf

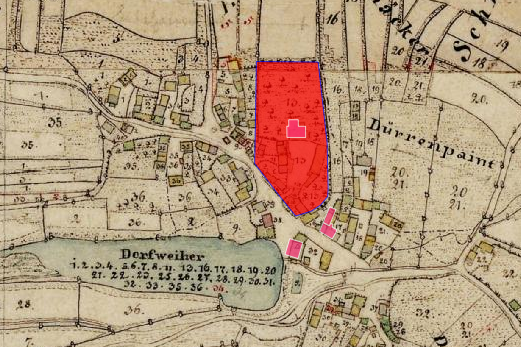
Lageplan von Schloss Filchendorf auf dem Urkataster von Bayern

Das ehemalige Schloss Filchendorf liegt in Filchendorf (Schloßgasse 2), einem Gemeindeteil der Stadt Neustadt am Kulm im oberpfälzischen Landkreis Neustadt an der Waldnaab. Es ist unter der Aktennummer D-3-74-140-69 als Baudenkmal verzeichnet. „Archäologische Befunde im Bereich des frühneuzeitlichen Schlosses von Filchendorf, zuvor mittelalterlicher Adelssitz“ werden zudem als Bodendenkmal unter der Aktennummer D-3-6137-0081 geführt.

## Geschichte
Das Schloss ist wahrscheinlich aus dem 1281 genannten Meierhof entstanden. Am 22. Februar 1469 tauschte Markgraf Albrecht Achilles seinen Sitz zu „Fülkendorff“ gegen den Erbhof zu Guttenthau von Hans Tanndorfer. 1528 wurde Filchendorf, das zur Markgrafschaft Bayreuth gehörte, nach dem Grundsatz „cuius regio, eius religio“ (lateinisch für wessen Gebiet, dessen Religion oder auch wes der Fürst, des der Glaub’) evangelisch, und die Bevölkerung musste den Glauben der Landesherren annehmen.
Um nicht seinen evangelischen Glauben wechseln zu müssen, erwarb Neidhard Pfrei(u)mbder von Bruck bei Oberbruck 1625 das Schloss in Filchendorf. Die Pfreimbder von Bruck waren Ministeriale der katholischen Leuchtenberger und mussten wegen ihres Glaubens das Land verlassen. Der Grabstein des Neidhard Pfreimbder von Bruck aus dem Jahre 1662 befindet sich im Langhaus an der Nordwand der evangelischen Neustädter Stadtkirche. Dazu gehört das große Epitaph auf der ersten Empore, ein Schrein im Renaissanceaufbau mit zwei Flügeln. Die Mittelwand schmückt ein Gemälde, auf dem der Verstorbene und seine Ehefrau, vor Christus am Kreuz kniend, dargestellt sind.
1761 ist die Familie von Arnim in Filchendorf nachweisbar. 1865 verkaufte Frau von Bomhardt, die nach Bamberg zog, das Anwesen an die Brüder Ludwig und David Isaak Fleischer aus Bayreuth. Zehn Jahre später wurde der Besitz zertrümmert und einzelne Grundstücke wurden an die Einwohner von Filchendorf verkauft.

## Baulichkeit
Das Schloss wurde 1626 er- oder umgebaut. Nach dem Verkauf der zum Schloss gehörenden Grundstücke Mitte des 19. Jahrhunderts wurde das dritte Stockwerk des Schlosses abgetragen, und es wurde in ein Bauernhaus umgewandelt. Das Schloss ist heute ein einfacher ockerfarbiger Satteldachbau mit einem rezenten rückwärtigen L-förmigen Anbau. Auf der traufseitigen Wappentafel über der rundbogigen Tür finden sich der Hinweis „erbaut 1626“ sowie die Namen „Neidhard Pfreimbders von Bruck“ und seiner Gattin „Anna Maria von Schlammersdorf“. An den Giebelseiten bestehen noch gefaste Fensterrahmungen.